# Дорман
Дорман (фр. Dormans) насеље је и општина у североисточној Француској у региону Шампањ-Арден, у департману Марна која припада префектури Еперне.
По подацима из 2011. године у општини је живело 2900 становника, а густина насељености је износила 128,43 становника/km². Општина се простире на површини од 22,58 km². Налази се на средњој надморској висини од 71 метар (максималној 250 m, а минималној 62 m).

## Демографија
| 1962. | 1968. | 1975. | 1982. | 1990. | 1999. | 2011. |
| ----- | ----- | ----- | ----- | ----- | ----- | ----- |
| 2.413 | 2.638 | 2.950 | 2.920 | 3.125 | 3.126 | 2.900 |

График промене броја становника у току последњих година